# Богусевич, Владимир Андреевич
Влади́мир Андре́евич Богусе́вич (24 июля 1902, Тотьма, Российская империя — 18 июля 1978, Киев, УССР) — советский историк и археолог, кандидат исторических наук. Осуществил первые раскопки на Киевском Подоле, открыл вал «города Ярослава», каменную стену Печерского монастыря и мастерскую по производству смальты, исследовал звонницу Софийского собора. Принимал участие в выпуске Новгородского исторического сборника.

## Биография
Родился 24 июля 1902 года в городе Тотьма Вологодской губернии (теперь — Вологодской области) Российской империи.
В 1925 году завершил обучение в Ленинградском государственном педагогическом институте.
В 1929 году завершил аспирантуру при Институте археологии РАН в Ленинграде (в 1943 году Институт был переведён в Москву, а в Ленинграде осталось его Отделение (ЛОИИМК)).
В 1929—1930 гг. работал научным сотрудником Института археологии РАН в Ленинграде.
В 1930—1931 годах работал заместителем директора Псковского музея.
В 1932—1934 годах преподавал историю в Псковском государственном педагогическом институте.
В 1932 году в соавторстве с преподавателем совпартшколы Н. И. Платоновым написал приуроченный к 15-летию Октябрьской революции путеводитель «Современный и древний Псков». Работа содержала очерки о дореволюционном Пскове, о развитии города в советское время, рассказывала о памятных местах, содержала статистические данные и краткую характеристику основных сторон жизни города. Однако, после постановлений ЦК ВКП (б) и СНК СССР 1934—1936 гг. «О преподавании истории» авторов в 1937 году стали упрекать в том, что они находились в плену установок «школы Покровского», допустили ряд «антинаучных и политических вредных трактовок», а поэтому они «не заслуживают политического доверия».
В Пскове читал лекции в городских библиотеках и университете культуры по темам «Псков — город-музей», «Феодализм в России» и др. В 1933 году под руководством Богусевича были проведены археологические раскопки в с. Васци (севернее Пскова), где обнаружены языческие захоронения с сохранившимися бронзовыми украшениями. В 1935 году под его руководством проводились обследования вблизи сел Рюха и Васильево (на территории Рюхского сельсовета Завеличенской волости Псковского уезда, в 12 км от Пскова), где по документам в древности находились соляные варницы. В. А. Богусевич руководил также перестройкой исторической экспозиции Псковского музея согласно марксистским учением о формах.
В 1935 году Владимир Андреевич переехал в Новгород, где работал заместителем директора по научной части Управления Новгородских государственных музеев. Постановлением Президиума АН СССР от 29 декабря 1938 в Новгороде была организована секция Института Истории АН СССР, задачей которой было изучение письменных и археологических памятников древнего Новгорода. Он вел работу по подготовке исследования «Военно-оборонительные сооружения в Северо-Западной Руси XIV—XVI вв.», используя среди других и материалы, собранные в период его работы в Пскове. Опубликовал ряд работ на псковскую тематику, участвовал в археологических раскопках Новгорода.
С началом Великой Отечественной войны В. А. Богусевич занимался эвакуацией из Новгорода музейных ценностей (зачастую, ввиду нехватки ящиков, в бочках из-под рыбы), и за образцовую работу по эвакуации музейных ценностей ему, в числе прочих, приказом наркома просвещения РСФСР В. Потёмкина от 4 февраля 1942 года была объявлена благодарность. В 1943 был призван в Красную Армию, служил комиссаром стрелкового взвода, политическим работником, а после войны поселился в Киеве.
В 1945—1946 гг. — работал заместителем директора по научной части в Государственном историко-культурном музее-заповеднике Киево-Печерской лавры.
В 1947—1962 гг. был старшим научным сотрудником и заведовал одним из отделов в Институте Археологии АН УССР. Одновременно в 1947—1950 годах преподавал археологию на историческом факультете Киевского государственного университета. В 1949 году защитил кандидатскую диссертацию. В течение 1947—1953 годов руководил археологическими раскопками в Киеве, Чернигове, Каневе, Путивле (Путивльский городок). В 1964 году приезжал в Псков.
Фотографировал архитектурные памятники, обследовал Порховскую крепость, памятники в окрестностях Пскова, бывал в Острове, занимался историей колоколов и установлением имён их мастеров, изучал таможенные книги 1670—1871 годов. Готовил брошюру о Поганкиных палатах.

## Семья
Жена — Леонила Михайловна Глащинская.

## Основные публикации
- Новый архитектурный тип в русском зодчестве 16-го и 17-го столетий // ГАИМК. Бюро по делам аспирантов. — Сб. I. — Л., 1929. — С. 93—101.
- Живопись конца XV ст. в Привологодском районе // Северные памятники древнерусской станковой живописи. — Вологда, 1929. — С. 13—22.
- Древний Псков // Современный и древний Псков: путеводитель. — Псков, 1932. — С. 27—43.
- Псковские литейщики XVI—XVII вв. // Проблемы истории докапиталистических обществ. — 1934. — № 9-10. — С. 157—161.
- Порховская крепость // Новгородский исторический сборник. — Л., 1936. — Вып. 1. — С. 5—22.
- Литейный мастер Михаил Андреев // Новгородский исторический сборник. — Л., 1937. — Вып. 2. — С. 83—104.
- Стены Староладожской крепости // Новгородский исторический сборник. — Л., 1937. — Вып. 2. — С. 124—125.
- Уничтожение Александром Невским немецко-рыцарского войска в Копорье // Новгородский исторический сборник. — Новгород, 1938. — Вып. 3-4. — С. 24—38.
- Строков А. А., Богусевич В. А., Мантейфель Б. К. Раскопки на Ярославовом Дворище // Новгородский исторический сборник. — Новгород, 1938. — Вып. 3-4. — С. 183—210.
- Вновь открытые фрески русских мастеров XIV века // Новгородский исторический сборник. — Новгород, 1938. — Вып. 3-4. — С. 216—218.
- Строков А. А., Богусевич В. А., Мантейфель Б. К. Раскопки в Новгородском кремле в 1938 году // Новгородский исторический сборник. — Новгород, 1939. — Вып. 5. — С. 3—17.
- Магдебургские врата XII века // Новгородский исторический сборник. — Новгород, 1939. — Вып. 6. — С. 22—29.
- Строков А., Богусевич В. Археологические исследования Новгорода. — Новгород, 1939. — 32 с.
- Строков А., Богусевич В. Новгород Великий (пособие для экскурсантов и туристов). — Л., 1939. — 256 с.
- Строков А. А., Богусевич В. А. Предварительный отчет о раскопках в Новгороде в 1939 г. (южная часть Кремля) // Новгородский исторический сборник. — Новгород, 1940. — Вып. 7. — С. 3—18.
- К вопросу о реставрации Волотовской церкви XIV в. // Новгородский исторический сборник. — Новгород, 1940. — Вып. 7. — С. 48—54.
- Псковские купцы XVII в. Русиновы // Новгородский исторический сборник. — Новгород, 1940. — Вып. 8. — С. 38—51.
- Военно-оборонительные сооружения Новгорода, Старой Ладоги, Порхова и Копорья. — Новгород, 1940. — 48 с.
- Походження і характер древньоруських міст Наддніпрянщини (укр.) // Археологія. — Київ: Вид-во АН УРСР, 1951. — Т. V. — С. 34—49. Архивировано 13 августа 2023 года.
- Про топографію древнього Чернігова (укр.) // Археологія. — Київ: Вид-во АН УРСР, 1951. — Т. V. — С. 116—126. Архивировано 14 декабря 2024 года.
- Археологические раскопки 1950 г. на Подоле в Киеве // Краткие сообщения Института истории материальной культуры. — М.: Изд-во АН СССР, 1951. — Т. XLI. — С. 47—48.
- Асеєв Ю. С., Богусевич В. А. Воєнно-оборонні стіни XII віку в Києво-Печерській лаврі (архітектурно-археологічні дослідження 1951 р.) (укр.) // Вісник Академії архітектури УРСР[укр.]. — 1951. — № 4. — С. 40—43.
- Древній Чернігів за археологічними даними (укр.) // Вісник Академії наук Української РСР. — 1952. — № 1. — С. 56—63.
- Розкопки на горі Киселівці (укр.) // Археологічні пам’ятки УРСР. — Київ: Вид-во АН УРСР, 1952. — Т. III. — С. 66—72. Архивировано 27 апреля 2023 года.
- Роботи Чернігівської експедиції (укр.) // Археологічні пам’ятки УРСР. — Київ: Вид-во АН УРСР, 1952. — Т. III. — С. 109—122. Архивировано 27 апреля 2023 года.
- Канівська археологічна експедиція (укр.) // Археологічні пам’ятки УРСР. — Київ: Вид-во АН УРСР, 1952. — Т. III. — С. 141—153. Архивировано 27 апреля 2023 года.
- Про походження і топографію древнього Києва за археологічними даними (укр.) // Археологія. — Київ: Вид-во АН УРСР, 1952. — Т. VII. — С. 66—71. Архивировано 17 апреля 2023 года.
- Богусевич В. А., Холостенко Н. В. Черниговские каменные дворцы XI—XII вв. // Краткие сообщения Института археологии. — Киев: Изд-во АН УССР, 1952. — Вып. 1. — С. 32—42. Архивировано 7 августа 2016 года.
- Ефименко П. П., Богусевич В. А. Кріпость Ярослава Мудрого в Києві (укр.) // Вісник Академії наук Української РСР. — 1952. — № 12. — С. 38—41.
- Археологічні розкопки в Києві на Подолі в 1950 р. (укр.) // Археологія. — Київ: Вид-во АН УРСР, 1954. — Т. IX. — С. 42—53. Архивировано 17 апреля 2023 года.
- Мастерские XI века по изготовлению стекла и смальты в Киеве // Краткие сообщения Института археологии. — Киев: Изд-во АН УССР, 1954. — Вып. 3. — С. 14—20. Архивировано 7 августа 2016 года.
- Археологічні розкопки в Чернігові в 1949 та 1951 рр. (укр.) // Археологічні пам’ятки УРСР. — Київ: Вид-во АН УРСР, 1955. — Т. V. — С. 5—11. Архивировано 6 августа 2016 года.
- Раскопки в Чернигове // Краткие сообщения Института археологии. — Киев: Изд-во АН УССР, 1955. — Вып. 4. — С. 9—11. Архивировано 6 августа 2016 года.
- Про феодальні двори Києва XI—XIII ст. (укр.) // Археологія. — Київ: Вид-во АН УРСР, 1957. — Т. XI. — С. 14—20. Архивировано 17 апреля 2023 года.
- До історії склоробного виробництва в Київській Русі (укр.) // Нариси з історії техніки. — Київ, 1957. — Вип. 4. — С. 134—144.
- Богусевич В. А., Гончаров В. К., Брайчевський М. Ю. Культура Київської Русі (укр.) // Нариси стародавньої історії Української РСР. — Київ: Вид-во АН УССР, 1957. — С. 495—537.
- Богусевич В. А., Линка Н. В.[укр.]. Зарубинецкое поселение на Пилипенковой Горе близ г. Канева // Памятники зарубинецкой культуры. — М.—Л.: Изд-во АН СССР, 1959. — С. 114—118.
- Гончаров В. К., Богусевич В. А., Юра Р. А.[укр.]. Раскопки древнерусского города Воиня в 1956 году // Краткие сообщения Института археологии. — Киев: Изд-во АН УССР, 1959. — Вып. 8. — С. 60—71. Архивировано 20 апреля 2022 года.
- К вопросу о крепостных стенах XII века Киево-Печерского монастыря // Краткие сообщения Института археологии. — Киев: Изд-во АН УССР, 1960. — Вып. 9. — С. 108—112. Архивировано 20 апреля 2022 года.
- Погребение черняховской культуры в г. Сумы // Краткие сообщения Института археологии. — Киев: Изд-во АН УССР, 1960. — Вып. 10. — С. 103—105. Архивировано 20 апреля 2022 года.
- Зображення Сімаргла (собаки — птаха) в древньоруському мистецтві (укр.) // Археологія. — Київ: Вид-во АН УРСР, 1961. — Т. XII. — С. 76—91. Архивировано 17 апреля 2023 года.
- Споруда ХІ ст. у дворі київського митрополита (укр.) // Археологія. — Київ: Вид-во АН УРСР, 1961. — Т. XIII. — С. 105—113. Архивировано 17 апреля 2023 года.
- Остерский городок // Краткие сообщения Института археологии. — Киев: Изд-во АН УССР, 1962. — Вып. 12. — С. 37—42. Архивировано 17 апреля 2023 года.
- Розкопки в Путивльському кремлі (укр.) // Археологія. — Київ: Вид-во АН УРСР, 1963. — Т. XV. — С. 165—174. Архивировано 29 марта 2023 года.
- Богусевич В. А., Міляєва Л. С. Станковий живопис (укр.) // Історія українського мистецтва. — Київ, 1966. — Т. 1: Мистецтво з найдавніших часів до епохи Київської Русі. — С. 322—340. Архивировано 14 декабря 2024 года.
- Книжкова мініатюра (укр.) // Історія українського мистецтва. — Київ, 1966. — Т. 1: Мистецтво з найдавніших часів до епохи Київської Русі. — С. 341—356. Архивировано 14 декабря 2024 года.
- Разведка на городище Вьяхань // Сумська старовина. — Суми: Сумський державний університет, 1998. — Вип. ІІІ—IV. — С. 28—33.